# Representative Brody
"Representative Brody" es el décimo episodio de la primera temporada de la serie de televisión de thriller psicológico Homeland. Se emitió el 4 de diciembre de 2011, en Showtime. El episodio fue escrito por Henry Bromell, y dirigido por Guy Ferland.
A Brody se le ofrece la oportunidad de ocupar un escaño en el Congreso.   En un intento de acercarse a Walker, la CIA apunta al diplomático que hizo contacto con él.

## Argumento
El Vicepresidente Walden (Jamey Sheridan) visita a Brody (Damian Lewis) en su casa. Le ofrece a Brody la oportunidad de postularse para un puesto en la Casa de Representantes que pronto será desocupada por el desgraciado Richard Johnson. Brody acepta la oferta. Jessica (Morena Baccarin), sin embargo, se resiste a la idea, temiendo el escrutinio de los medios de comunicación y la interrupción de sus vidas. Jessica también revela que sabe que Brody y Carrie tuvieron una aventura, para sorpresa de Brody.
Carrie (Claire Danes) y Saul han estado cavando en busca de tierra sobre Mansour Al-Zahrani (Ramsey Faragallah), el diplomático saudí que se encontró que estaba consultando con Tom Walker (Chris Chalk) en la mezquita. Está fuertemente endeudado, pero está haciendo grandes depósitos en un banco suizo. También lleva un estilo de vida gay cerrado, y tienen fotografías que lo prueban. Carrie y Saul acorralan a Al-Zahrani en el banco que frecuenta, y organizan un interrogatorio. Carrie presenta las fotos y amenaza con entregar a Al-Zahrani a sus esposas, sus hijos y su embajador. Al-Zahrani la llama farol, diciendo que siga adelante y lo exponga, y que sus esposas ya saben que él es gay. Comienza a irse, pero Carrie intenta un nuevo enfoque. Amenaza con deportar a la hija de Al-Zahrani, una Becaria Nacional de Mérito asistiendo a Yale, siendo deportada a Arabia Saudita. Al-Zahrani finalmente accede a cooperar, poniendo una señal en su casa que le indica a Walker que se reunirán al mediodía en Farragut Square al día siguiente.
Brody busca a Mike (Diego Klattenhoff) y trata de enmendarlo después de su pelea. Brody se disculpa y perdona a Mike por su relación con Jessica. Luego le pide a Mike que apele a Jessica para que apoye su candidatura para Congreso. Brody también llama a Carrie, queriendo hablar de algo personal. Aceptan reunirse en casa de Carrie. A Carrie se le hace creer que habrá una posible reconciliación, y se le rompe el corazón cuando Brody simplemente le dice que se está postulando para el Congreso y quiere confirmar que nadie sabe sobre el asunto que tuvieron.
Al-Zahrani llega a la reunión en la Plaza Farragut, donde varios agentes están encubiertos y esperando para capturar a Walker cuando llegue.   Carrie está allí coordinando la operación. Un hombre negro que se parece a Walker llega, llevando un maletín, pero ninguno de los agentes puede confirmar que es él. Carrie observa que el hombre lleva un maletín en la mano izquierda y tiene un reloj en la muñeca derecha, pero que Walker es conocido por ser diestro. Cuando el hombre se acerca a Al-Zahrani, Carrie intenta evacuar el área. Walker está mirando a través de una ventana cercana y, con su teléfono celular, detona remotamente una bomba que está en el maletín. La bomba explota, matando a Al-Zahrani, el doble de Walker, y a tres transeúntes, mientras hiere gravemente a muchos otros. Carrie se queda con un grave conmoción.
Jessica le dice a Brody que después de discutirlo con los niños, todos ellos apoyan plenamente su candidatura al Congreso.
Saul visita a Carrie en el hospital. Le dice que el hombre que entregó el maletín era un vagabundo contratado por Walker. Saul concluye que Walker fue avisado y que debe haber un topo colocado en algún lugar del gobierno. El dúo mira a Brody en la televisión anunciando oficialmente su candidatura en las elecciones especiales.

## Producción
El episodio fue escrito por el productor consultor Henry Bromell, su segundo crédito por la serie. Fue dirigida por Guy Ferland, su primer crédito directo para la serie. Las canciones destacadas son All Blues y My Funny Valentine, ambas de Miles Davis.
El giro de Al-Zahrani rinde homenaje al giro de Grigoriev en Smiley's People por John le Carré.

## Recepción

### Audiencia
La emisión original tuvo 122 millones de espectadores, una disminución de 130.000 respecto a la semana anterior.

### Crítica
Todd VanDerWerff de The A.V. Club dio una calificación de "B+", citando algunos problemas logísticos con la historia, pero reconociendo que las escenas centrales del episodio fueron muy bien ejecutada. Dan Forcella de TV Fanatic lo calificó con un 4.5/5, señalando que el "Representante Brody" "hizo lo que Homeland sigue haciendo semanalmente: entregar una escena brillante tras otra".